# Go-Sai
Keizer Go-Sai (後西天皇, Go-Sai-tennō, 1 januari 1638 – 22 maart 1685), ook bekend als keizer Go-Saiin (後西院天皇, Go-Saiin-tennō) of Gosai, was de 111e keizer van Japan, volgens de traditionele opvolgvolgorde. Hij regeerde van 5 januari 1655 tot 5 maart 1663.

## Genealogie
Go-Sai was vernoemd naar de voormalige keizer Junna, bijgenaamd Sai. Het voorvoegsel go- (後), kan worden vertaald als "later" of "tweede", waardoor zijn naam vrij vertaald “Sai de tweede” betekent. Zijn persoonlijke naam (imina) was Nagahito (良仁). Zijn titel voor hij keizer werd was Hide-no-miya (秀宮).
Go-Sai was de achtste zoon van keizer Go-Mizunoo. Hij kreeg zelf ten minste 27 kinderen. Geen van deze kinderen erfde ooit de troon.

## Leven
Al vanaf het begin stond vast dat Go-Sai's troonsbestijging maar van korte duur zou zijn. Hij zou de troon krijgen totdat zijn jongere broer, prins Satohito (識仁親王), oud genoeg zou zijn om de troon te erven. Go-Sai trouwde aanvankelijk met de dochter van de eerste Takamatsu-no-miya Yoshihito (高松宮好仁親王).
Go-Sai's regeerperiode werd gekenmerkt door meerdere grote rampen. In 1657 werd de stad Edo getroffen door een grote brand. Andere branden troffen de Ise Jingu, Kasteel Osaka en het keizerlijk paleis. In 1662 trof een grote aardbeving Miyako. Door al deze rampen verweten veel mensen Go-Sai een gebrek aan leiderschap en morele deugd.
Na zijn aftreden in 1663 richtte Go-Sai zich op studie en het schrijven van boeken. Hij liet veel boeken na waaronder "Water and Sun Collection" (Suinichishū, 水日集). Hij was bedreven in waka.
Go-Sai stierf op 47-jarige leeftijd. Op de nacht van zijn overlijden werd een grote komeet waargenomen.

## Perioden
Go-Sai’s regeerperiode omvat de volgende tijdsperioden van de Japanse geschiedenis:
- Jōō (1652-1655)
- Meireki (1655-1658)
- Manji (1658-1661)
- Kanbun (1661-1673)